# Straßenbahn Trier
Die Straßenbahn Trier bestand von 1890 bis 1951. Sie wurde zunächst als Pferdebahn und ab 1905 als elektrische Straßenbahn betrieben.

## Geschichte

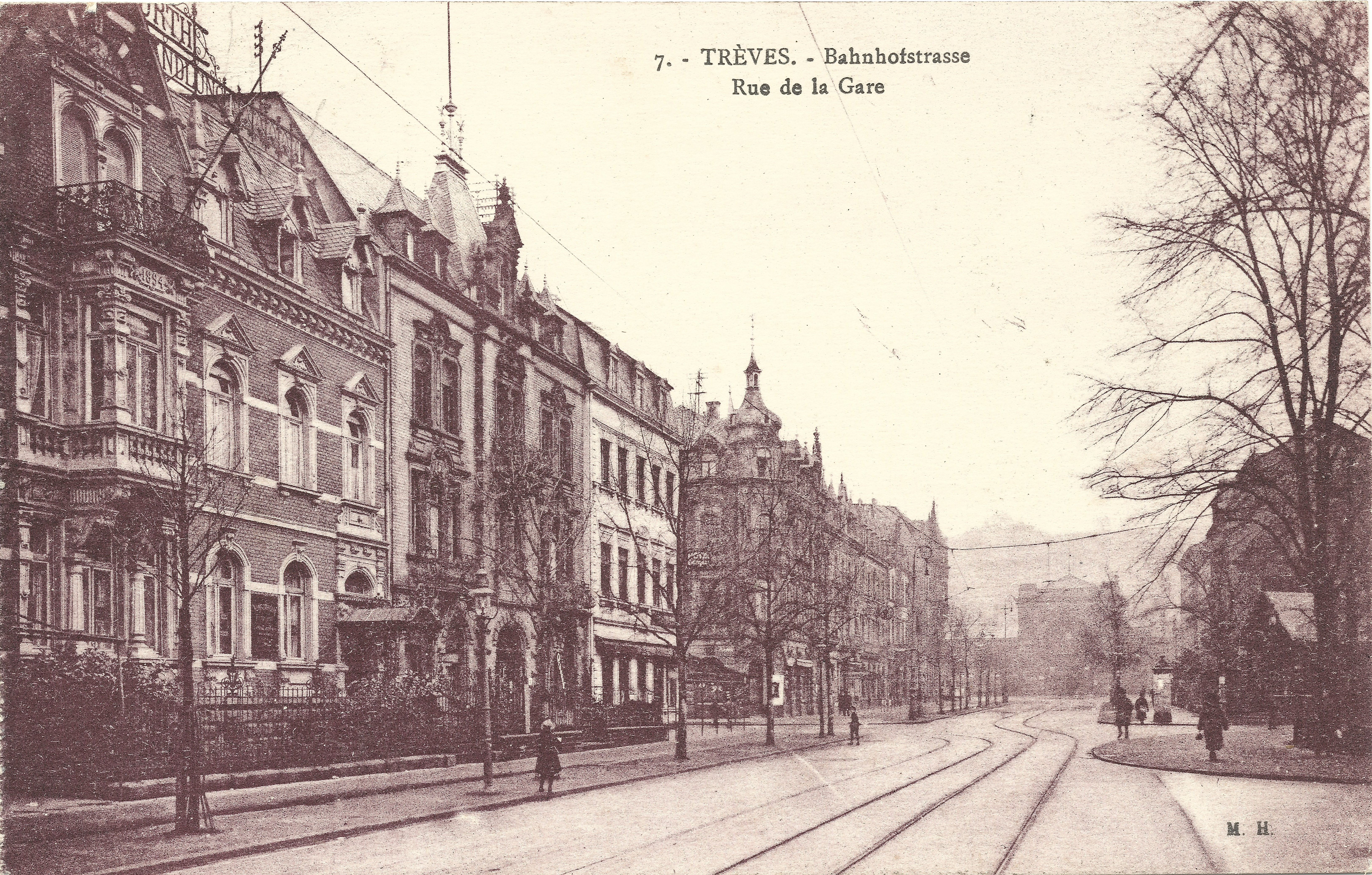
Straßenbahngleise in der Bahnhofstraße und Nordallee

Die Geschichte der Straßenbahn in Trier begann 1874. Zu diesem Zeitpunkt bewarben sich einige Unternehmen darum, in der Stadt eine Pferdebahn einzurichten. Im Jahr 1889 erhielt der Ingenieur Charles de Féral aus Brüssel den Auftrag, eine Pferdebahn zu errichten. Sein Antrag, sie elektrisch betreiben zu dürfen, wurde jedoch abgelehnt.
Am 27. Juli 1890 nahm die meterspurige Pferdebahn in Trier ihren Betrieb auf. Es gab zunächst zwei Strecken. Die eine führte vom Hauptbahnhof durch die Nordallee, heute Theodor-Heuss-Allee, an der Porta Nigra vorbei über Hauptmarkt, Neustraße und Saarstraße zum Südbahnhof. Die zweite Strecke zweigte am Hauptmarkt von der ersten ab und führte zur heutigen Römerbrücke, die damals noch „Moselbrücke“ hieß. Das Depot befand sich zunächst am Steingröverweg westlich der Nordallee.
1902 ging die Bahn in den Besitz der Stadt über. Gegen den Widerstand der Bevölkerung, die eine Verunstaltung des historischen Stadtbildes befürchtete, wurde 1905 die Pferdebahn auf elektrischen Betrieb umgestellt. Die Fahrzeuge wurden an die Straßenbahn Riegelsberg bei Saarbrücken verkauft.
Gleich nach der Umstellung wurde das Streckennetz vergrößert und erweitert. Die erste Linie wurde von der Römerbrücke bis zur Eurener Straße verlängert und zwei weitere Strecken von der Römerbrücke über Pallien und Aufgang Weißhaus vorbei an der Porta Nigra bis zum Friedhof sowie die Strecke vom Hauptmarkt zum Südbahnhof bis nach St. Matthias 1906 eröffnet. 1913 wurde das Netz von der Eurener Straße bis Euren und von der Porta Nigra bis zur neuen Kaiser-Wilhelm-Brücke verlängert. Ende 1913 hatten alle Strecken zusammen eine Länge von 11,5 Kilometern.
Es wurden insgesamt vier Linien betrieben, welche zwischen 1913 und 1931 mit einem roten Dreieck, einer blauen Scheibe, einem grünen Viereck und einem weißen Kreuz gekennzeichnet waren.
Mit der Elektrifizierung und dem Ausbau des Netzes in den 1910er Jahren wurde das Depot an die Gottbillstraße in Euren verlegt. Ab 1933 wurde ein schaffnerloser Betrieb eingeführt. In den 1920er Jahren aufgekommene Planungen für Straßenbahnstrecken nach Ehrang, Feyen, Konz und Zewen wurden nie realisiert.
Ab dem 20. Januar 1940 begann die Stadt, die Straßenbahn durch Oberleitungsbusse zu ersetzen. Kriegsbedingt wurde die Umstellung unterbrochen. Seit dem 14. September 1951 ist der Straßenbahnbetrieb in der Stadt Trier eingestellt. Der Betrieb des Trierer Oberleitungsbusses wurde am 27. Mai 1970 beendet.
Seit den 1990er Jahren kommt eine Renaissance der Straßenbahn in Trier immer wieder in Diskussion, insbesondere in Form einer separaten ÖPNV-Trasse zur besseren Anbindung des Petrisbergs und der Universität. 2012 wurde die Idee allerdings aus Kostengründen verworfen, soll aber dennoch als langfristige Alternative bedacht werden.

## Relikte

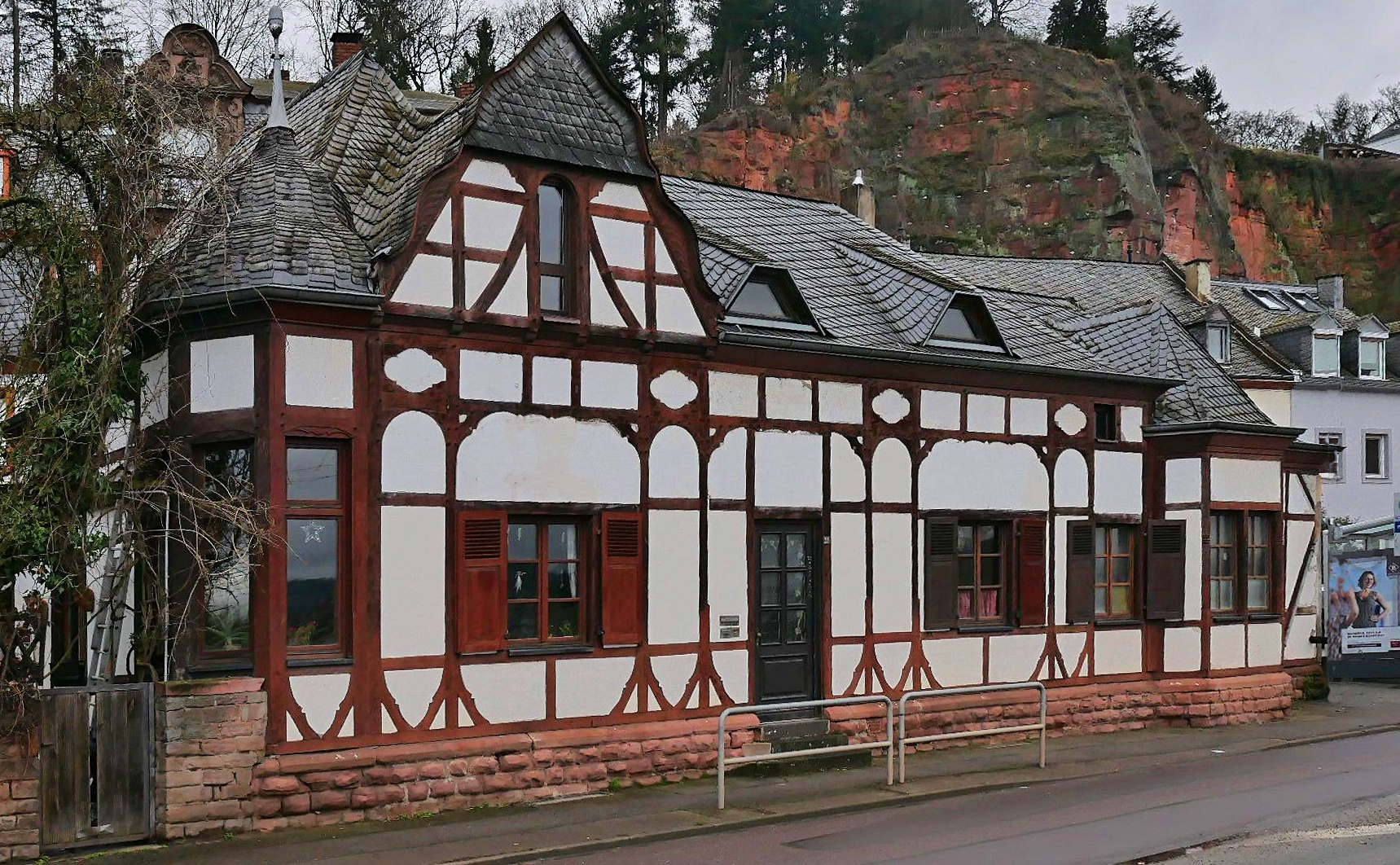
Wartehäuschen an der Endhaltestelle in Pallien

Von der Straßenbahn zeugen heute einige überteerte Schienen, die unter anderem bei Straßenbauarbeiten immer wieder zum Vorschein kommen. Insbesondere in der Jüdemerstraße schauten bis etwa 2018 dauerhaft Schienen aus dem maroden Asphalt. An verschiedenen Häusern entlang der ehemaligen Straßenbahnstrecken sind zudem noch Oberleitungsrosetten vorhanden. In Pallien ist noch das Wartehäuschen der Endhaltestelle erhalten, das als Wohnung dient.
Außerdem sind einzelne Gebäude der Anlage des ersten Pferdebahndepots am Steingröverweg noch erhalten. Im Gebäude an der Theodor-Heuss-Allee ist heute noch die historische Toreinfahrt erhalten.
Teilweise sind noch ehemalige Aufhängen für Kabel der elektrischen Straßenbahn vorhanden, z. B. am Eckhaus Brotstraße/Jesuitenstraße. Im Stadtteil Pallien steht noch ein altes Wartehäuschen. Hierbei handelt es sich um einen denkmalgeschützten eingeschossigen Fachwerkbau von 1905. In Trier-Süd ist zudem das alte Gleichrichterwerk Löwenbrücken erhalten.

## Fahrzeuge
Bei der Pferdebahn wurden zunächst 15, später 18 Wagen, von denen die eine Hälfte geschlossen (Wagen 1–9) und die andere Hälfte offene Sommerwagen waren (10–18). Die geschlossenen Wagen wurden vor allem im Winter eingesetzt, bei Bedarf jedoch auch im Sommer. Nach Einstellung des Pferdebahnbetriebs wurden alle Wagen 1905 an die Riegelsberger Straßenbahn abgegeben.
Für die elektrische Straßenbahn wurden 1905 schließlich 24 Triebwagen mit offenen Plattformen der Bautzener Waggonfabrik Busch. Zusätzlich kam ein kurzer Arbeitstriebwagen, ebenfalls mit offenen Bühnen, mit der Betriebsnr. 101 hinzu. Die restlichen Wagen erhielten die Betriebsnr. 1–24. Zunächst besaßen alle Wagen Lyrabügel, später wurden diese durch Scherenstromabnehmer ersetzt. Anfangs trugen sie die Aufschrift „Strassenbahnen der Stadt Trier“, später auf „Stadt Trier“ verkürzt.
1910 wurden von 18 der 24 Triebwagen die Stirnfronten verändert, indem ein mittiger Scheinwerfer eingebaut wurde. Dabei verschwand auch der bis dato charakteristische Wulst. Der Fahrgastraum besaß je drei seitliche Fenster. Ab den 1930er Jahren wurde das mittlere große Fenster in der Mitte unterteilt. Im Verkehr gab es auch offene Sommerwagen, welche nach dem Ersten Weltkrieg jedoch verschrottet wurden. Ein Fahrzeug kam 1941 nach Chemnitz.
1927/28 wurden zwölf weitere Triebwagen bei der Firma Van Zypen & Charlier beschafft, welche die Betriebsnummern 25–36 bekamen. Die Wagen von 1927 wurden von der Firma SSW, die Wagen von 1928 von der Firma AEG elektrisch ausgerüstet. Nach Betriebsaufnahme der ersten Obusse kamen sämtliche noch vorhandenen Beiwagen sukzessive nach Chemnitz, Bingen und zu einem Berliner Schrotthändler. Von den überzähligen Triebwagen wurden sechs nach Metz und einer nach Dessau verkauft. Alle übrigen Wagen wurden nach der Betriebseinstellung 1951 abgestellt und dann verschrottet.
Die Fahrzeuge für den Obusbetrieb wurden 1940 bei MAN mit elektrischer Ausstattung von BBC beschafft. Ihnen folgten im Jahr darauf fünf weitere Obusse mit drei Anhängern.

## Trivia
Einige Exponate der Trierer Straßenbahn- und Obusgeschichte sind in einem 2005 eröffneten Verkehrsmuseum ausgestellt.